# شمس‌آباد (خلخال)
شمس‌آباد یک روستا در ایران است که در دهستان خورش رستم شمالی واقع شده‌است. شمس‌آباد ۱۵۶ نفر جمعیت دارد.از جاهای دیدنی،گورستان تاریخی با قدمت بیش از هزار ساله در روستای شمس آباد واقع است.جمعیت روستا اکنون بیشتر از آمار می‌باشد و کوچ معکوس اهالی از شهر به روستا صورت گرفته است.
این روستا میتواند به یکی از بهترین‌جاذبه های گرشگری تبدیل شود. 
مردم این‌روستا بیشتر فرهنگی‌میباشند.شمس اباد در حاشیه رود قزل اوزن قرار دارد.
مردمان در این روستا بیشتر به صورت فصلی‌ مهاجرت 
میکنند.